# Pseudorbitacolax
Pseudorbitacolax is een geslacht van eenoogkreeftjes uit de familie van de Bomolochidae. De wetenschappelijke naam van het geslacht is voor het eerst geldig gepubliceerd in 1971 door Pillai.

## Soorten
- Pseudorbitacolax fimbriatus Cressey & Cressey, 1980
- Pseudorbitacolax nudus (Cressey & Boyle, 1973)
- Pseudorbitacolax varunae (Bennet, 1968)